# Centrális projekció
A centrális projekció vagy középponti vetítés nem egyértelmű ábrázolási mód. A centrális projekcióban ábrázolt tárgyak képei a legképiesebbek minden más ábrázolási módszerrel készült képpel szemben. (Ebből a szempontból az axonometriánál is előnyösebb.) Ezt a maximális képiességet viszont csak abban az esetben érjük el, ha a képet szemlélő szeme az ábrázolásnál felhasznált C vetítési centrumban helyezkedik el. Ekkor ugyanis a szerkesztési ábra hasonló az ábrázolt tárgyat a térben, a C pontból szemlélő által észlelt képpel.
A középponti vetítésnél csak egy képsíkot (K) használunk. A képsík előtt, azaz a szemlélő felőli oldalon helyezzük el a vetítés C centrumát. A K képsík és a C centrum képezik a vetítési rendszert.
A középponti vetítéssel előállított kép geometriai szempontból azonos értékű a fényképpel.